# Acacia balsamea
Acacia balsamea é uma espécie de leguminosa do gênero Acacia, pertencente à família Fabaceae.